# Kyle Baldock
Kyle Baldock (29 de marzo de 1991) es un deportista australiano que compite en ciclismo en la modalidad de BMX estilo libre. Consiguió diez medallas en los X Games.

## Medallero internacional
| \| X Games de Verano \| X Games de Verano \| X Games de Verano \| X Games de Verano \| \| Año \| Lugar \| Medalla \| Prueba \| \| ----------------- \| --------------------------- \| ----------------- \| ----------------- \| \| 2013 \| Foz do Iguaçu (Brasil) \| Medalla de oro \| Parque \| \| 2013 \| Foz do Iguaçu (Brasil) \| Medalla de oro \| Dirt \| \| 2014 \| Austin (Estados Unidos) \| Medalla de oro \| Dirt \| \| 2015 \| Austin (Estados Unidos) \| Medalla de oro \| Dirt \| \| 2016 \| Austin (Estados Unidos) \| Medalla de oro \| Mejor truco \| \| 2016 \| Austin (Estados Unidos) \| Medalla de bronce \| Parque \| \| 2017 \| Mineápolis (Estados Unidos) \| Medalla de oro \| Mejor truco \| \| 2017 \| Mineápolis (Estados Unidos) \| Medalla de bronce \| Dirt \| \| 2018 \| Mineápolis (Estados Unidos) \| Medalla de bronce \| Parque \| \| 2018 \| Sídney (Australia) \| Medalla de plata \| Dirt \| |                             |                   |             |
| X Games de Verano |                             |                   |             |
| Año | Lugar                       | Medalla           | Prueba      |
| 2013 | Foz do Iguaçu (Brasil)      | Medalla de oro    | Parque      |
| 2013 | Foz do Iguaçu (Brasil)      | Medalla de oro    | Dirt        |
| 2014 | Austin (Estados Unidos)     | Medalla de oro    | Dirt        |
| 2015 | Austin (Estados Unidos)     | Medalla de oro    | Dirt        |
| 2016 | Austin (Estados Unidos)     | Medalla de oro    | Mejor truco |
| 2016 | Austin (Estados Unidos)     | Medalla de bronce | Parque      |
| 2017 | Mineápolis (Estados Unidos) | Medalla de oro    | Mejor truco |
| 2017 | Mineápolis (Estados Unidos) | Medalla de bronce | Dirt        |
| 2018 | Mineápolis (Estados Unidos) | Medalla de bronce | Parque      |
| 2018 | Sídney (Australia)          | Medalla de plata  | Dirt        |